# Heinrich Christian Schumacher
Heinrich Christian Schumacher (3. září 1780 Bad Bramstedt – 28. prosince 1850 Altona (Hamburk)) byl německo-dánský astronom a matematik.

## Život
Schumacher se narodil v Bramstedtu v Holštýnsku poblíž německo-dánských hranic. Vzdělání získal na gymnáziu v Altoně na předměstí Hamburku. Studoval v Německu na univerzitách v Kielu, Jeně a Göttingenu a také v Kodani. Na Tartuské univerzitě získal v roce 1807 doktorát.
Od roku 1808 byl v Kodani byl mimořádným profesorem astronomie. V letech 1813 až 1815 řídil observatoř v Mannheimu a poté byl v roce 1815 v Kodani jmenován profesorem astronomie a ředitelem observatoře. Od roku 1817 řídil triangulaci Holštýnska, k níž o pár let později přibylo kompletní geodetické zaměření Dánska (dokončené po jeho smrti). Kvůli průzkumu založil observatoř v Altoně a trvale tam sídlil. V roce 1820 spolupracoval s Carlem Friedrichem Gaussem na měření základní linie (Braak Base Line) ve vesnici Braak u Hamburku.
V roce 1821 byl zvolen zahraničním členem Royal Society of London a v roce 1822 členem Royal Society of Edinburgh.
Schumacher se zabýval především vydáváním díla Ephemerides (11 dílů, 1822–1832) a časopisu Astronomische Nachrichten (založil jej v roce 1821 a stále vychází), redigoval 31 svazků. V roce 1827 byl zvolen členem Královské švédské akademie věd, v roce 1829 získal zlatou medaili Královské astronomické společnosti. V roce 1823 byl zvolen členem Americké filozofické společnosti. Zahraničním čestným členem Americké akademie umění a věd byl zvolen v roce 1834. Jeho portrét nyní visí v Development Office of the Royal Society.